# Baia di Balaklava
La baia di Balaklava è una baia nel Mar Nero presso la cittadina di Balaklava in Crimea.